# Afa
Afa (en corso Afà) es una comuna francesa, del departamento de Córcega del Sur, en la colectividad territorial de Córcega.

## Demografía
| 478 | 749 | 914 | 964 | 1 032 | 1 053 | 1 072 | 1 060 | 908 | 733 | 786 | 721 | 709 | 758 | 787 | 824 | 607 | 610 | 435 | 474 | 667 | 1 1021 | 1 726 | 2 055 | 2 527 | 2 843 | 3 090 |
| Para los censos de 1962 a 1999 la población legal corresponde a la población sin duplicidades (Fuente: INSEE [Consultar]) |     |     |     |       |       |       |       |     |     |     |     |     |     |     |     |     |     |     |     |     |        |       |       |       |       |       |